# Francesco Bonciani
Francesco Bonciani (Firenze, 1552 – 28 novembre 1619) è stato un letterato e arcivescovo cattolico italiano.

## Biografia
Francesco, figlio di Paolo e membro della nobile famiglia fiorentina Bonciani, nacque nel 1552 e crebbe con un'educazione umanistica, basata sullo studio delle lettere, del diritto e della teologia. In gioventù partecipò intensamente all'attività letteraria del capoluogo toscano come membro dal 1573 dell'Accademia degli Alterati, fondata nel febbraio 1569 a Firenze da Tommaso del Nero (dove ebbe il nome accademico di Dubbioso poi cambiato in quello di Aspro), e dell'Accademia Fiorentina, di cui fu Consolo nel 1590. Scrisse alcune opere, soprattutto di retorica, e divenne famoso per il trattato Lezione sopra il comporre le novelle, composto nel 1574.
Già al servizio diplomatico della casa dei Medici, a quarant'anni il Bonciani intraprese la carriera ecclesiastica. Nel 1596 fu eletto canonico della metropolitana fiorentina, diventandone nel 1600 l'arcidiacono metropolita. Nel 1613 venne nominato arcivescovo di Pisa, all'età di 59 anni. Nel 1615 fu coinvolto nel processo per eresia a Galileo Galilei, procurando all'Inquisizione l'originale di una lettera di Galileo a Benedetto Castelli, indicata da Tommaso Caccini come prova di colpevolezza dello scienziato pisano; la missiva conteneva, infatti, l'affermazione che il sole fosse immobile e la terra si muovesse. Il Bonciani incontrò personalmente il Castelli, non riuscendo a farsi consegnare la lettera, e riferì l'accaduto all'Inquisizione.
Rappresentante di Ferdinando I e Cosimo II de' Medici in Francia e Spagna, ebbe un ruolo decisivo nell'annullamento del matrimonio tra Enrico IV di Francia e Margherita di Valois e nel successivo matrimonio tra il Re di Francia e Maria de' Medici, conducendo le trattative assieme ad Alessandro de' Medici, arcivescovo di Firenze, e al cardinale Pietro di Gondi, ambasciatore presso il papa.
Francesco Bonciani fu sepolto nella cattedrale pisana, sotto il pavimento della cappella di San Ranieri, come indicato da una lastra in marmo con l'incisione:
A Pisa esiste ancora la sua casa. Donò la sua biblioteca ai domenicani di Santa Maria Novella a Firenze. Maria de' Medici gli regalò nel 1616 il servizio di arredi sacri in argento esposto al museo del Duomo di Pisa.

## Opere
- Trattato sopra la lingua Toscana.
- Lezione sulla prosopopea, 1578.
- Discorso sopra le maschere.
- Degli errori dei prìncipi.
- Lezione che il vero amante maggior piacere senta in pensando alla donna amata che vedendola.
- Lezione sopra il comporre delle novelle, 1574, pubblicata in Bernard Weinberg, Trattati di poetica e retorica del Cinquecento, volume III, Bari, Laterza, 1972, pp. 135–65.
- Della maniera di fare le Orazioni Funebri, Firenze, Magheri, 1824.
- Sermoni di Mons. Francesco Bonciani arcivescovo di Pisa, Firenze, Tipografia della Casa di Correzione, 1855.
- in "Prose fiorentine raccolte dallo Smarrito accademico fiorentino", Firenze, Tartini Franchi, 1723-1745, parte 4, vol. 3, pp. 236–241.

## Genealogia episcopale
La genealogia episcopale è:
- Cardinale Juan Pardo de Tavera
- Cardinale Antoine Perrenot de Granvelle
- Cardinale Francisco Pacheco de Villena
- Papa Leone XI
- Cardinale Ottavio Bandini
- Arcivescovo Francesco Bonciani